# Kateřina Neumannová
Kateřina Neumannová (ur. 15 lutego 1973 w Písku) – czeska biegaczka narciarska, sześciokrotna medalistka olimpijska i pięciokrotna medalistka mistrzostw świata.

## Kariera
Na igrzyskach olimpijskich zadebiutowała w 1992 r. podczas igrzysk w Albertville, gdzie jej najlepszym wynikiem było 13. miejsce w biegu na 5 km techniką klasyczną. Na kolejnych igrzyskach odbywających się w Lillehammer w 1994 r. jej największym sukcesem było 6. miejsce w biegu pościgowym na 15 km (5 km stylem klasycznym + 10 km stylem dowolnym). Podczas igrzysk olimpijskich w Nagano wywalczyła swój pierwszy medal olimpijski zajmując drugie miejsce w biegu na 5 km technika klasyczną przegrywając tylko z Rosjanką Łarisą Łazutiną. Na tych samych igrzyskach zdobyła także brązowy medal w biegu łączonym na 15 km. Cztery lata później, podczas igrzysk w Salt Lake City zdobyła srebrne medale w biegu na 15 km stylem dowolnym przegrywając tylko ze Stefanią Belmondo z Włoch oraz w biegu łączonym 2 × 5 km, gdzie wyprzedziła ją tylko Kanadyjka Beckie Scott. Igrzyska w Turynie były ostatnimi w karierze Neumannovej. Były to także igrzyska najbardziej udane w jej wykonaniu, została bowiem mistrzynią olimpijską w biegu na 30 km techniką dowolną, a w biegu łączonym na 15 km zdobyła srebrny medal ustępując tylko Kristinie Šmigun z Estonii.
W sumie zdobyła indywidualnie sześć medali olimpijskich. Pod tym względem ustępuje tylko Lubow Jegorowej, Raisie Smietaninie i Stefanii Belmondo, które zdobyły po 7 medali olimpijskich indywidualnie.
Jej pierwszymi seniorskimi mistrzostwami świata były odbywające się w 1991 r. mistrzostwa świata w Val di Fiemme. Wystartowała tam tylko w biegu na 5 km techniką klasyczną, w którym zajęła 15. miejsce. Na mistrzostwach świata w Falun w 1993 r. jej najlepszym wynikiem było 5. miejsce w biegu łączonym na 15 km. Jej trzecie mistrzostwa świata z rzędu, odbywające się w Thunder Bay również nie przyniosły medalu, najlepszym indywidualnym wynikiem Neumannovej było 7. miejsce w biegu na 15 km technika klasyczną. Podczas mistrzostw w Trondheim w 1997 r. wywalczyła swój pierwszy medal na mistrzostwach świata zajmując trzecie miejsce w biegu na 15 km technika dowolną. Także z mistrzostw świata w Ramsau przywiozła brązowy medal, tym razem wywalczony w biegu na 5 km stylem klasycznym. Dwa lata później, podczas mistrzostw świata w Lahti wystartowała tylko w biegu na 15 km techniką klasyczną, w którym zajęła 9. miejsce. 2 lipca 2003 r. Kateřina Neumannová urodziła córkę Lucie. W związku z ciążą nie wystartowała na mistrzostwach świata w Val di Fiemme w 2003 r. oraz nie brała udziału w zawodach Pucharu Świata. W swoim pierwszym starcie na mistrzostwach świata po powrocie do biegania została mistrzynią świata w biegu na 10 km stylem dowolnym podczas mistrzostw w Oberstdorfie w 2005 r. Na swoich ostatnich mistrzostwach odbywających się Sapporo Neumannová wywalczyła srebrny medal w biegu łącznym na 15 km, przegrywając tylko z Olgą Zawjałową z Rosji. Ostatnim medalem w karierze Neumannovej był złoty medal w biegu na 10 km techniką dowolną zdobyty także na mistrzostwach w Sapporo.
Najlepsze wyniki w Pucharu Świata osiągnęła w sezonie 2004/2005, kiedy to zajęła drugie miejsce w klasyfikacji generalnej oraz w klasyfikacji biegów dystansowych. W sezonie 2006/2007 była odpowiednio trzecia i druga, a w sezonie 1996/1997 była trzecia w klasyfikacji generalnej oraz w klasyfikacji sprintu. Ponadto była także druga w klasyfikacji generalnej oraz trzecia w klasyfikacji sprintu w sezonie 2001/2002. Była także druga w klasyfikacji biegów dystansowych w sezonie 2005/2006 oraz w klasyfikacji sprintu w sezonie 1998/1999.
Oprócz biegów narciarskich Kateřina Neumannová uprawiała także kolarstwo górskie, startowała nawet w tej dyscyplinie na igrzyskach olimpijskich w Atlancie, gdzie zajęła 18. miejsce. W 2007 r. postanowiła zakończyć karierę sportową. W 2009 r. była honorowym wiceprezydentem komitetu organizującego mistrzostwa świata w Libercu.

## Osiągnięcia

### Zimowe igrzyska olimpijskie
| Miejsce | Dzień     | Rok  | Miejscowość    | Konkurencja             | Czas biegu | Strata  | Zwyciężczyni      |
| ------- | --------- | ---- | -------------- | ----------------------- | ---------- | ------- | ----------------- |
| 14.     | 9 lutego  | 1992 | Albertville    | 15 km stylem klasycznym | 42:20,8    | +3:07,8 | Lubow Jegorowa    |
| 13.     | 13 lutego | 1992 | Albertville    | 5 km stylem klasycznym  | 14:13,8    | +1:44,3 | Marjut Lukkarinen |
| 22.     | 15 lutego | 1992 | Albertville    | 5+10 km pościgowy       | 40:07,7    | +3:02,8 | Lubow Jegorowa    |
| 6.      | 17 lutego | 1992 | Albertville    | Sztafeta 4 × 5 km       | 59:34,8    | +2:02,6 | WNP               |
| 14.     | 13 lutego | 1994 | Lillehammer    | 15 km stylem dowolnym   | 39:44,5    | +3:40,6 | Manuela Di Centa  |
| 8.      | 15 lutego | 1994 | Lillehammer    | 5 km stylem klasycznym  | 14:08,8    | +40,8   | Lubow Jegorowa    |
| 7.      | 17 lutego | 1994 | Lillehammer    | 5+10 km pościgowy       | 41:38,9    | +1:11,5 | Lubow Jegorowa    |
| 9.      | 21 lutego | 1994 | Lillehammer    | Sztafeta 4 × 5 km       | 57:12,5    | +4:49,6 | Rosja             |
| 9.      | 8 lutego  | 1998 | Nagano         | 15 km stylem klasycznym | 46:55,4    | +2:06,5 | Olga Daniłowa     |
| 2.      | 10 lutego | 1998 | Nagano         | 5 km stylem klasycznym  | 17:37,9    | +4,8    | Łarisa Łazutina   |
| 3.      | 12 lutego | 1998 | Nagano         | 15 km łączony           | 46:06,9    | +7,3    | Łarisa Łazutina   |
| 6.      | 15 lutego | 1998 | Nagano         | Sztafeta 4 × 5 km       | 55:13,5    | +1:45,2 | Rosja             |
| 2.      | 9 lutego  | 2002 | Salt Lake City | 15 km stylem dowolnym   | 39:54,4    | +6,9    | Stefania Belmondo |
| 2.      | 15 lutego | 2002 | Salt Lake City | 10 km łączony           | 25:09,9    | +0,1    | Beckie Scott      |
| 13.     | 19 lutego | 2002 | Salt Lake City | Sprint stylem dowolnym  | 3:10,6     | -       | Julija Czepałowa  |
| 4.      | 21 lutego | 2002 | Salt Lake City | Sztafeta 4 × 5 km       | 49:30,6    | +1:04,6 | Niemcy            |
| 2.      | 12 lutego | 2006 | Turyn          | 15 km łączony           | 43:25,6    | +1,9    | Kristina Šmigun   |
| 5.      | 16 lutego | 2006 | Turyn          | 10 km stylem klasycznym | 27:51,4    | +30,8   | Kristina Šmigun   |
| 6.      | 18 lutego | 2006 | Turyn          | Sztafeta 4 × 5 km       | 54:47,7    | +58,6   | Rosja             |
| 1.      | 24 lutego | 2006 | Turyn          | 30 km stylem dowolnym   | 1:22:25,4  | -       | -                 |

### Letnie igrzyska olimpijskie
| Miejsce | Dzień    | Rok  | Miejscowość | Konkurencja   | Czas biegu | Strata | Zwyciężczyni |
| ------- | -------- | ---- | ----------- | ------------- | ---------- | ------ | ------------ |
| 18.     | 30 lipca | 1996 | Atlanta     | Cross-country | 1:50:51    | +13:12 | Paola Pezzo  |

### Mistrzostwa świata
| Miejsce | Dzień     | Rok  | Miejscowość   | Konkurencja             | Czas biegu | Strata  | Zwyciężczyni                   |
| ------- | --------- | ---- | ------------- | ----------------------- | ---------- | ------- | ------------------------------ |
| 15.     | 12 lutego | 1991 | Val di Fiemme | 5 km stylem klasycznym  | 14:04,2    | ?       | Trude Dybendahl                |
| 16.     | 19 lutego | 1993 | Falun         | 15 km stylem klasycznym | 44:49,0    | +3:09,1 | Jelena Välbe                   |
| 8.      | 21 lutego | 1993 | Falun         | 5 km stylem klasycznym  | 14:07,6    | +18,4   | Łarisa Łazutina                |
| 5.      | 23 lutego | 1993 | Falun         | 5+10 km pościgowy       | 40:19,0    | +56,5   | Stefania Belmondo              |
| 5.      | 25 lutego | 1993 | Falun         | Sztafeta 4 × 5 km       | 54:15,7    | +1:15,1 | Rosja                          |
| 7.      | 10 marca  | 1995 | Thunder Bay   | 15 km stylem klasycznym | 41:27,5    | +2:28,8 | Łarisa Łazutina                |
| 11.     | 12 marca  | 1995 | Thunder Bay   | 5 km stylem klasycznym  | 15:23,7    | +1:04,2 | Łarisa Łazutina                |
| 13.     | 14 marca  | 1995 | Thunder Bay   | 5+10 km pościgowy       | 43:19,6    | +2:11,2 | Łarisa Łazutina                |
| 8.      | 16 marca  | 1995 | Thunder Bay   | Sztafeta 4 × 5 km       | 53:47,6    | +5:35,6 | Rosja                          |
| 3.      | 21 lutego | 1997 | Trondheim     | 15 km stylem dowolnym   | 36:28,2    | +13,8   | Jelena Välbe                   |
| 6.      | 23 lutego | 1997 | Trondheim     | 5 km stylem klasycznym  | 13:32,7    | +9,5    | Jelena Välbe                   |
| 4.      | 24 lutego | 1997 | Trondheim     | 5+10 km pościgowy       | 39:13,5    | +19,7   | Stefania Belmondo Jelena Välbe |
| 5.      | 27 lutego | 1997 | Trondheim     | Sztafeta 4 × 5 km       | 56:40,2    | +1:36,4 | Rosja                          |
| 3.      | 22 lutego | 1999 | Ramsau        | 5 km stylem klasycznym  | 12:49,8    | +17,2   | Bente Skari                    |
| DNF     | 23 lutego | 1999 | Ramsau        | 5+10 km pościgowy       | 42:27,9    | -       | Stefania Belmondo              |
| 7.      | 25 lutego | 1999 | Ramsau        | Sztafeta 4 × 5 km       | 53:05,9    | +2:38,5 | Rosja                          |
| 9.      | 15 lutego | 2001 | Lahti         | 15 km st. klasycznym    | 43:54,8    | +2:14,9 | Bente Skari                    |
| 1.      | 17 lutego | 2005 | Oberstdorf    | 10 km stylem dowolnym   | 26:27,6    | -       | -                              |
| 7.      | 19 lutego | 2005 | Oberstdorf    | 2 × 7,5 km bieg łączony | 42:16,8    | +48,0   | Julija Czepałowa               |
| 6.      | 21 lutego | 2005 | Oberstdorf    | Sztafeta 4 × 5 km       | 57:15,7    | +1:30,1 | Norwegia                       |
| 7.      | 26 lutego | 2005 | Oberstdorf    | 30 km stylem klasycznym | 1:27:05,8  | +17,6   | Marit Bjørgen                  |
| 2.      | 25 lutego | 2007 | Sapporo       | 2 × 7,5 km bieg łączony | 41:27,5    | +0,5    | Olga Zawjałowa                 |
| 1.      | 27 lutego | 2007 | Sapporo       | 10 km stylem dowolnym   | 23:58,4    | -       | -                              |
| 5.      | 1 marca   | 2007 | Sapporo       | Sztafeta 4 × 5 km       | 54:18,6    | +44,3   | Finlandia                      |

### Mistrzostwa świata juniorów
| Miejsce | Dzień    | Rok  | Miejscowość   | Konkurs                | Wynik     | Strata  | Zwyciężczyni     |
| ------- | -------- | ---- | ------------- | ---------------------- | --------- | ------- | ---------------- |
| 2.      | 6 marca  | 1991 | Reit im Winkl | 5 km stylem klasycznym | 15:08,2   | +3,2    | Siri Halle       |
| 5.      | 10 marca | 1991 | Reit im Winkl | Sztafeta 4 × 5 km      | 57:59,7   | +1:27,7 | Norwegia         |
| 1.      | 18 marca | 1992 | Vuokatti      | 5 km stylem klasycznym | 14:39,3   | -       | -                |
| 2.      | 20 marca | 1992 | Vuokatti      | Sztafeta 4 × 5 km      | ?         | ?       | Finlandia        |
| 10.     | 22 marca | 1992 | Vuokatti      | 15 km stylem dowolnym  | 38:31,6   | +1:17,0 | Olga Korniejewa  |
| 1.      | 2 marca  | 1993 | Harrachov     | 5 km stylem klasycznym | 16:39,1   | -       | -                |
| 5.      | 4 marca  | 1993 | Harrachov     | Sztafeta 4 × 5 km      | 1:05:15,3 | +1:43,7 | Rosja            |
| 3.      | 6 marca  | 1993 | Harrachov     | 15 km stylem dowolnym  | 43:00,6   | +10,9   | Irina Składniewa |

### Puchar Świata

#### Miejsca w klasyfikacji generalnej
- sezon 1990/1991: 46.
- sezon 1991/1992: 19.
- sezon 1992/1993: 7.
- sezon 1993/1994: 12.
- sezon 1994/1995: 14.
- sezon 1995/1996: 8.
- sezon 1996/1997: 3.
- sezon 1997/1998: 15.
- sezon 1998/1999: 6.
- sezon 1999/2000: 17.
- sezon 2000/2001: 9.
- sezon 2001/2002: 2.
- sezon 2003/2004: 9.
- sezon 2004/2005: 2.
- sezon 2005/2006: 5.
- sezon 2006/2007: 3.

#### Zwycięstwa w zawodach
| Nr  | Dzień        | Rok  | Miejscowość    | Konkurencja             | Czas biegu  | Przypisy |
| --- | ------------ | ---- | -------------- | ----------------------- | ----------- | -------- |
| 1.  | 12 grudnia   | 1992 | Ramsau         | 5 km stylem klasycznym  | 15:29.2 min | –        |
| 2.  | 21 listopada | 1998 | Muonio         | 5 km stylem dowolnym    | 13:24.6min  | –        |
| 3.  | 12 grudnia   | 1998 | Dobbiaco       | 5 km stylem dowolnym    | 12:52.1 min | –        |
| 4.  | 10 stycznia  | 2001 | Soldier Hollow | 10 km łączony           | 25:31.2 min | –        |
| 5.  | 25 listopada | 2001 | Kuopio         | 5 km stylem dowolnym    | 12:56.1 min | -        |
| 6.  | 9 grudnia    | 2001 | Cogne          | Sprint stylem dowolnym  | -           | -        |
| 7.  | 6 stycznia   | 2002 | Val di Fiemme  | Sprint stylem dowolnym  | -           | -        |
| 8.  | 20 grudnia   | 2003 | Ramsau         | 10 km stylem dowolnym   | 27:07.9 min | -        |
| 9.  | 6 stycznia   | 2004 | Falun          | 15 km łączony           | 40:55.0 min | -        |
| 10. | 6 lutego     | 2004 | La Clusaz      | 10 km stylem dowolnym   | 25:32.1 min | –        |
| 11. | 21 lutego    | 2004 | Umeå           | 10 km stylem klasycznym | 31:47.2 min | –        |
| 12. | 26 listopada | 2004 | Ruka           | 10 km stylem dowolnym   | 26:58.1 min | –        |
| 13. | 15 stycznia  | 2005 | Nové Město     | 10 km stylem dowolnym   | 26:43.8 min | –        |
| 14. | 27 listopada | 2005 | Ruka           | 10 km stylem dowolnym   | 24:49.4 min | –        |
| 15. | 31 grudnia   | 2005 | Nové Město     | 10 km stylem dowolnym   | 27:57.1 min | –        |
| 16. | 14 stycznia  | 2006 | Lago di Tesero | 15 km stylem dowolnym   | 40:51.0 min | –        |
| 17. | 18 listopada | 2006 | Gällivare      | 10 km stylem dowolnym   | 24:17.9 min | –        |
| 18. | 16 lutego    | 2007 | Changchun      | 10 km stylem dowolnym   | 25:21.2 min | –        |

#### Miejsca na podium
| Nr  | Dzień        | Rok  | Miejscowość            | Konkurencja              | Czas biegu  | Strata  | Miejsce | Zwycięzca               |
| --- | ------------ | ---- | ---------------------- | ------------------------ | ----------- | ------- | ------- | ----------------------- |
| 1.  | 12 grudnia   | 1992 | Ramsau                 | 5 km stylem klasycznym   | 15:29.2 min | -       | 1       | -                       |
| 2.  | 9 grudnia    | 1995 | Davos                  | 5 km stylem dowolnym     | 12:32.7 min | +14.6   | 2       | Jelena Välbe            |
| 3.  | 4 lutego     | 1996 | Reit im Winkl          | Sprint stylem dowolnym   | -           | -       | 3       | Jelena Välbe            |
| 4.  | 11 stycznia  | 1997 | Hakuba                 | 5 km stylem klasycznym   | 16:36.6 min | +11.4 s | 2       | Stefania Belmondo       |
| 5.  | 12 stycznia  | 1997 | Hakuba                 | 10 km stylem dowolnym    | 44:16.6 min | +55.3 s | 2       | Stefania Belmondo       |
| 6.  | 21 lutego    | 1997 | Trondheim              | 15 km stylem dowolnym    | 36:28.2 min | +13.8 s | 3       | Jelena Välbe            |
| 7.  | 8 marca      | 1997 | Falun                  | 5 km stylem dowolnym     | 12:07.5 min | +9.2 s  | 3       | Jelena Välbe            |
| 8.  | 21 listopada | 1998 | Beitostølen            | 5 km stylem klasycznym   | 12:52.0 min | +13.7 s | 3       | Łarisa Łazutina         |
| 9.  | 8 stycznia   | 1998 | Ramsau am Dachstein    | 10 stylem klasycznym     | 26:51.4 min | +22.4 s | 3       | Marit Mikkelsplass      |
| 10. | 9 stycznia   | 1998 | Ramsau am Dachstein    | 5 km stylem klasycznym   | 12:54.4 min | +7,5 s  | 3       | Bente Skari             |
| 11. | 21 listopada | 1998 | Muonio                 | 5 km stylem dowolnym     | 13:24.6min  | -       | 1       | -                       |
| 12. | 12 grudnia   | 1998 | Dobbiaco               | 5 km stylem dowolnym     | 12:52.1 min | -       | 1       | -                       |
| 13. | 9 stycznia   | 1999 | Nové Město             | 10 km stylem klasycznym  | 30:57.4 min | +3.1 s  | 2       | Bente Skari             |
| 14. | 22 lutego    | 1999 | Ramsau am Dachstein    | 5 km stylem klasycznym   | 12:49.8 min | +17.2 s | 3       | Bente Skari             |
| 15. | 7 marca      | 1999 | Lahti                  | 10 km stylem klasycznym  | 29:15.6 min | +27.0 s | 3       | Łarisa Łazutina         |
| 16. | 28 grudnia   | 1999 | Garmisch-Partenkirchen | Sprint stylem dowolnym   | -           | -       | 3       | Julija Czepałowa        |
| 17. | 17 grudnia   | 2000 | Brusson                | Sprint stylem dowolnym   | -           | -       | 2       | Pirjo Manninen          |
| 18. | 10 stycznia  | 2001 | Soldier Hollow         | 10 km łączony            | 25:31.2 min | -       | 1       | -                       |
| 19. | 25 listopada | 2001 | Kuopio                 | 5 km stylem dowolnym     | 12:56.1 min | -       | 1       | -                       |
| 20. | 9 grudnia    | 2001 | Cogne                  | Sprint stylem dowolnym   | -           | -       | 1       | -                       |
| 21. | 29 grudnia   | 2001 | Salzburg               | Sprint stylem klasycznym | -           | -       | 2       | Anita Moen              |
| 22. | 5 stycznia   | 2002 | Val di Fiemme          | 10 km łączony            | 25:42.1 min | +10.7 s | 3       | Olga Daniłowa           |
| 23. | 12 stycznia  | 2002 | Nové Město             | 5 km stylem dowolnym     | 13:45.2 min | +19.6 s | 2       | Julija Czepałowa        |
| 24. | 6 stycznia   | 2002 | Val di Fiemme          | Sprint stylem dowolnym   | -           | -       | 1       | -                       |
| 25. | 20 grudnia   | 2003 | Ramsau                 | 10 km stylem dowolnym    | 27:07.9 min | -       | 1       | -                       |
| 26. | 6 stycznia   | 2004 | Falun                  | 15 km łączony            | 40:55.0 min | -       | 1       | -                       |
| 27. | 17 stycznia  | 2004 | Nové Město             | 10 km stylem klasycznym  | 31:17.6 min | +12.9 s | 3       | Gabriella Paruzzi       |
| 28. | 6 lutego     | 2004 | La Clusaz              | 10 km stylem dowolnym    | 25:32.1 min | -       | 1       | -                       |
| 29. | 21 lutego    | 2004 | Umeå                   | 10 km stylem klasycznym  | 31:47.2 min | -       | 1       | -                       |
| 30. | 13 marca     | 2004 | Pragelato              | 15 km stylem dowolnym    | 36:56.5 min | +29.3 s | 3       | Sabina Valbusa          |
| 31. | 26 listopada | 2004 | Ruka                   | 10 km stylem dowolnym    | 26:58.1 min | -       | 1       | -                       |
| 32. | 28 listopada | 2004 | Ruka                   | 10 km stylem klasycznym  | 27:47.4 min | +13.0 s | 2       | Kristina Šmigun         |
| 33. | 8 stycznia   | 2005 | Otepää                 | 10 km stylem klasycznym  | 27:20.2 min | +29.0 s | 3       | Marit Bjørgen           |
| 34. | 15 stycznia  | 2005 | Nové Město             | 10 km stylem dowolnym    | 26:43.8 min | -       | 1       | -                       |
| 35. | 22 stycznia  | 2005 | Pragelato              | 15 km łączony            | 42:56.5 min | +1.3 s  | 2       | Kristin Størmer Steira  |
| 36. | 6 marca      | 2005 | Lahti                  | 10 km stylem dowolnym    | 26:13.8 min | +3.3 s  | 2       | Julija Czepałowa        |
| 37. | 12 marca     | 2005 | Oslo                   | 30 km stylem klasycznym  | 1:23:58.1 h | +27.6 s | 2       | Marit Bjørgen           |
| 38. | 19 marca     | 2005 | Falun                  | 15 km łączony            | 40:51.7 min | +12.3 s | 2       | Marit Bjørgen           |
| 39. | 27 listopada | 2005 | Ruka                   | 10 km stylem dowolnym    | 24:49.4 min | -       | 1       | -                       |
| 40. | 31 grudnia   | 2005 | Nové Město             | 10 km stylem dowolnym    | 27:57.1 min | -       | 1       | -                       |
| 41. | 14 stycznia  | 2006 | Lago di Tesero         | 15 km stylem dowolnym    | 40:51.0 min | -       | 1       | -                       |
| 42. | 21 stycznia  | 2006 | Oberstdorf             | 15 km łączony            | 39:44.3 min | +15.6 s | 3       | Beckie Scott            |
| 43. | 8 marca      | 2006 | Falun                  | 15 km łączony            | 29:26.7 min | +0.4 s  | 2       | Evi Sachenbacher-Stehle |
| 44. | 11 marca     | 2006 | Oslo                   | 30 km stylem dowolnym    | 1:18:44.1 h | +17.2 s | 2       | Julija Czepałowa        |
| 45. | 18 listopada | 2006 | Gällivare              | 10 km stylem dowolnym    | 24:17.9 min | -       | 1       | -                       |
| 46. | 20 stycznia  | 2007 | Rybińsk                | 15 km stylem dowolnym    | 39:22.0 min | +1.4 s  | 2       | Riitta-Liisa Roponen    |
| 47. | 16 lutego    | 2007 | Changchun              | 10 km stylem dowolnym    | 25:21.2 min | -       | 1       | -                       |
| 48. | 24 marca     | 2007 | Falun                  | 15 km łączony            | 51:40.9 min | +3.2 s  | 2       | Marit Bjørgen           |

## Odznaczenia
- Medal za Zasługi I Stopnia – 2006[15]